# 高雄警備府
高雄警備府是設在日治臺灣高雄州高雄市桃子園（今屬高雄市左營區）的大日本帝國海軍警備府，於1943年4月1日自位於澎湖馬公的馬公警備府改制而來。

## 沿革
明治三十四年（1901年）7月，在澎湖馬公開設「馬公要港部」。昭和十六年（1941年）11月20日，馬公要港部為因應太平洋戰爭，升格為「馬公警備府」。昭和十八年（1943年）4月，警備府轉移至高雄，設置「高雄警備府」，原馬公警備府則改編成馬公方面海軍根據地隊。高雄警備府在二戰後於1946年4月30日廢止，由中華民國台澎海軍要港司令部接收。

## 年表
- 1943年4月1日：設置高雄警備府，原馬公警備府改編成馬公特別根據地隊。
- 1944年2月1日：設置人事部、海兵團
  - 4月1日：設置第6燃料廠（分散台灣各地，本部在新竹市），部屬近6,000人
  - 12月1日：配屬高雄海軍航空隊，直屬第一艦隊司令部
- 1945年2月5日：配置虎尾海軍航空隊
  - 2月15日：第二高雄海軍航空隊解隊
  - 5月1日：設置高雄特別根據地隊
  - 6月15日：設置第29航空戰隊，配屬二代台南海軍航空隊
- 1946年4月30日：高雄警備府廢止

## 歷代警備府司令
- 高木武雄 中將：1943年4月1日－
- 山縣正鄉 中將：1943年6月10日－
- 福田良三 中將：1943年11月30日－
- 志摩清英 中將：1945年5月10日－

## 組織
高雄警備府司令部在接收時的組織如下：
- 高雄海軍通信隊：鳳山分遣隊、新庄分遣隊、臺北派遣隊
- 航空部隊
  - 第29航空戰隊（新竹）：1945年6月15日設置
    - 第132海軍航空隊（虎尾）：1945年2月5日配屬
    - 第205海軍航空隊（臺中）
    - 第765海軍航空隊（岡山）
    - 第901海軍航空隊（東港）
    - 第二高雄海軍航空隊：1944年12月1日配屬、1945年2月15日解隊
    - 第二代台南海軍航空隊：1945年6月15日配屬

  - 北台海軍航空隊（新竹）
  - 南台海軍航空隊（台南、歸仁）
  - 高雄警備府附屬飛行隊（臺中新社）
  - 第34魚雷調整班（岡山）
  - 第35魚雷調整班（新竹）
- 北部防備部隊
  - 臺北派遣隊
  - 淡水派遣隊
  - 宜蘭派遣隊
  - 台中派遣隊
  - 新高派遣隊
  - 新社派遣隊
  - 石垣島派遣隊
  - 宮古島派遣隊
- 南部防備部隊
  - 高雄方面根據地隊：1945年5月1日設置
    - 高雄海軍警備隊（南投、高雄）
    - 高雄海兵團（南投）：1944年2月1日設置，戰爭末期遷到南投名間[3]
    - 高雄海軍港務部
    - 虎尾派遣隊
    - 大林派遣隊
    - 岡山派遣隊
    - 東港派遣隊
    - 台東派遣隊
- 澎湖島防備部隊
  - 馬公方面特別根據地隊
    - 東港派遣隊
    - 恆春派遣隊
    - 台東派遣隊
    - 花蓮港派遣隊
- 基隆防備部隊
  - 基隆防備隊
  - 宜蘭派遣隊
- 石垣島防備部隊
  - 石垣島警備隊
- 宮古島防備部隊
  - 宮古島警備隊
- 設營部隊
  - 第334設營隊（臺北）
- 附屬
  - 台北在勤海軍武官府（臺北）
  - 基隆在勤海軍武官府（基隆）
  - 第61海軍航空廠（臺北、臺中新社、新竹、員林、岡山）
  - 第6海軍燃料廠（臺中新高、新竹、臺北）：1944年4月1日設置
  - 基隆海軍運輸部（基隆）
  - 高雄海軍工作部（臺北、馬公）
  - 高雄海軍施設部（臺北、臺中、新竹、仁德、岡山、高雄、馬公）：1943年4月1日設置
  - 高雄海軍軍需部（臺北、高雄）
  - 高雄海軍經理部（臺北）
  - 高雄海軍人事部（臺北）：1944年2月1日設置
  - 高雄海軍病院、草山分院
  - 高雄警備府軍法會議、臺北出張所

## 人員
| 地區分       | 部隊（廳）名                     | 軍人   | 軍屬   |
| ------------ | -------------------------------- | ------ | ------ |
| 台北         | 高雄警備府司令部                 | 127    | 60     |
| 台北         | 高雄海軍通信隊                   | 50     | 5      |
| 台北         | 北台海軍航空隊台北派遣隊         | 400    | 70     |
| 台北         | 高雄海軍經理部                   | 25     | 70     |
| 台北         | 高雄海軍軍需部                   | 30     | 150    |
| 台北         | 第六十一海軍航空隊               | 10     | 1200   |
| 台北         | 高雄海軍病院草山分院             | 50     | 80     |
| 台北         | 高雄海軍人事部                   | 10     | 10     |
| 台北         | 高雄海軍施設部                   | 15     | 580    |
| 淡水         | 北台海軍航空隊淡水派遣隊         | 120    | 0      |
| 基隆         | 基隆防備隊                       | 516    | 10     |
| 基隆         | 基隆在勤海軍武官府               | 80     | 250    |
| 基隆         | 高雄海軍軍需部基隆支部           | 50     | 20     |
| 新竹         | 第六十一海軍航空隊               | 35     | 1001   |
| 新竹         | 北台海軍航空隊                   | 2997   | 0      |
| 新竹         | 第三五魚雷調整班                 | 92     | 0      |
| 新竹         | 高雄海軍施設部                   | 14     | 105    |
| 新竹         | 第六海軍燃料廠( 廠本部 )         | 44     | 314    |
| 宜蘭         | 北台海軍航空隊宜蘭派遣隊         | 466    | 1      |
| 宜蘭         | 基隆防備隊宜蘭派遣隊             | 258    | 1      |
| 台中         | 第二九航空戰隊司令部             | 232    | 1      |
| 台中         | 第二０五海軍航空隊               | 90     | 0      |
| 台中         | 北台海軍航空隊台中派遣隊         | 3112   | 3      |
| 台中         | 高雄海軍施設部                   | 14     | 156    |
| 台中         | 第六海軍補充部                   | 30     | 0      |
| 台中         | 基隆防備隊                       | 485    | 0      |
| 新高（清水） | 第六海軍燃料廠                   | 10     | 286    |
| 新高（清水） | 北台海軍航空隊新高派遣隊         | 1,994  | 0      |
| 南投         | 高雄海軍警備隊南投派遣隊         | 291    | 0      |
| 南投         | 高雄海兵團                       | 654    | 0      |
| 虎尾         | 第一三二海軍航空隊               | 194    | 0      |
| 虎尾         | 南台海軍航空隊虎尾派遣隊         | 2,182  | 2      |
| 虎尾（大林） | 南台海軍航空隊大林派遣隊         | 983    | 1      |
| 台南（歸仁） | 南台海軍航空隊                   | 2,719  | 8      |
| 台南（仁德） | 高雄海軍施設部                   | 14     | 81     |
| 岡山         | 第七五六海軍航空隊               | 277    | 0      |
| 岡山         | 南台海軍航空隊岡山派遣隊         | 3,322  | 10     |
| 岡山         | 第三十四魚雷調整班               | 189    | 0      |
| 岡山         | 第六十一海軍航空隊               | 46     | 1,551  |
| 高雄         | 高雄方面根據地隊司令部           | 147    | 7      |
| 高雄         | 高雄海軍警備隊                   | 6,297  | 0      |
| 高雄         | 高雄海軍港務部                   | 116    | 7      |
| 高雄         | 高雄海軍通信隊                   | 580    | 4      |
| 高雄         | 高雄海軍施設部                   | 61     | 883    |
| 高雄         | 高雄海軍設營部                   | 222    | 0      |
| 高雄         | 高雄海軍軍需部                   | 90     | 628    |
| 高雄         | 高雄海軍病院                     | 135    | 100    |
| 高雄         | 第六海軍燃料廠                   | 36     | 637    |
| 高雄         | 高雄海軍工作部                   | 18     | 978    |
| 高雄         | 高雄海軍經理部                   | 17     | 60     |
| 高雄         | 基隆海軍運輸部高雄支部           | 39     | 92     |
| 高雄         | 高雄海軍人事部                   | 27     | 0      |
| 東港         | 南台海軍航空隊東港派遣隊         | 573    | 0      |
| 東港         | 馬公方面特別根據地隊東港派遣隊   | 396    | 0      |
| 東港         | 馬公方面特別根據地隊恆春派遣隊   | 219    | 0      |
| 東港         | 南台海軍航空隊恆春派遣隊         | 15     | 0      |
| 台東         | 馬公方面特別根據地隊台東派遣隊   | 454    | 0      |
| 台東         | 基隆防備隊台東派遣隊             | 154    | 0      |
| 台東         | 南台海軍航空隊台東派遣隊         | 63     | 0      |
| 花蓮港       | 馬公方面特別根據地隊花蓮港派遣隊 | 184    | 0      |
| 花蓮港       | 北台空高警備基防                 | 55     | 0      |
| 馬公         | 馬公方面特別根據地隊             | 865    | 113    |
| 馬公         | 高雄海軍工作部馬公支部           | 3      | 771    |
| 馬公         | 高雄海軍施設部馬公出張所         | 4      | 28     |
| 馬公         | 高雄海軍軍需部馬公出張所         | 9      | 28     |
| 石垣         | 石垣海軍警備部                   | 2,279  | 11     |
| 石垣         | 北台海軍航空隊石垣派遣隊         | 288    | 0      |
| 宮古         | 宮古海軍警備隊                   | 1,441  | 61     |
| 宮古         | 北台海軍航空隊宮古派遣隊         | 494    | 0      |
| 員林         | 第六十一海軍航空廠               | 15     | 494    |
| 合計         | （軍人+軍屬=49,768）             | 38,397 | 11,371 |

## 文化資產
高雄警備府主建物在戰後改名為「鎮海樓」，1949-1954年作為中華民國海軍總司令部官舍使用、後又改作為海軍教育訓練暨準則發展指揮部使用，2019年以「原日本海軍高雄警備府(左營海軍鎮海樓)」之名，被列為歷史建築。

## 相關項目
- 鎮守府